# Halorubrum
Genre
Synonymes
- Halorubrobacterium
Kamekura & Dyall-Smith 1996

Espèces de rang inférieur
- Halorubrum africanae
- Halorubrum aidingense
- Halorubrum alkaliphilum
- Halorubrum aquaticum
- Halorubrum arcis
- Halorubrum californiense
- Halorubrum chaoviator
- Halorubrum cibarium
- Halorubrum cibi
- Halorubrum constantinense
- Halorubrum coriense
- Halorubrum distributum
- Halorubrum ejinorense
- Halorubrum ezzemoulense
- Halorubrum halophilum
- Halorubrum hochstenium
- Halorubrum jeotgali
- Halorubrum kocurii
- Halorubrum lacusprofundi
- Halorubrum lipolyticum
- Halorubrum litoreum
- Halorubrum luteum
- Halorubrum orientale
- Halorubrum saccharovorum
- Halorubrum sodomense
- Halorubrum tebenquichense
- Halorubrum terrestre
- Halorubrum tibetense

Halorubrum est un genre d'archées halophiles de la famille des Halobacteriaceae.